# Bernd Feuchtner
Bernd Feuchtner (* 21. Mai 1949 in Nürnberg; † 12. Februar 2025 in Berlin) war ein deutscher Publizist, Operndirektor und Dramaturg. Ab September 2018 war er Präsident der Deutschen Schostakowitsch Gesellschaft.

## Leben
Nach dem Abitur in seiner Geburtsstadt wechselte er nach Frankfurt am Main zum Studium der Fächer Soziologie, Politikwissenschaft und Geographie an die Johann Wolfgang Goethe-Universität. Während und nach seiner Studienzeit war er an der Universität und in Bürgerinitiativen politisch aktiv sowie im maoistischen KBW (Kommunistischer Bund Westdeutschland). 1986 wurde er an der Johann Wolfgang Goethe-Universität Frankfurt bei Iring Fetscher zum Dr. phil. promoviert. Sein Buch über Dimitri Schostakowitsch wurde zum Standardwerk über diesen Komponisten. Es wies zum ersten Mal den doppelten Boden in dessen Musik nach: die Maske des Klassizismus schützte Schostakowitsch vor der stalinistischen Verfolgung.
Von 1986 bis 1992 war er freier Musikkritiker des Hessischen Rundfunks bei Bernd Loebe, der Frankfurter Rundschau bei Hans-Klaus Jungheinrich und des Pflasterstrands bei Daniel Cohn-Bendit. 1992 wurde er verantwortlicher Redakteur für Musik und Tanz beim Tagesspiegel in Berlin unter Günther Rühle, 2004 Redakteur des Fachmagazins Opernwelt. Parallel schrieb er für die Frankfurter Allgemeine Zeitung, die Süddeutsche Zeitung u. a. Zeitungen und Rundfunksender.
2004 wechselte er zum Theater und wurde Operndirektor in Heidelberg in Zusammenarbeit mit GMD Cornelius Meister und Intendant Peter Spuhler. Herausragende Inszenierungen während dieser Zeit waren u. a. Don Giovanni, Opern von Vivaldi und die deutsche Erstaufführung von der Oper Goyescas von Enrique Granados unter der Regie von Aron Stiehl. Außerdem wurde die Film-Oper Drei Wünsche von Bohuslav Martinů von Holger Müller-Brandes gemeinsam mit dem Videokünstler Chris Kondek realisiert. Weiterhin wurden Phaedra von Hans Werner Henze und Chief Joseph von Hans Zender aufgeführt. Von 2009 bis 2011 war er Operndirektor und Chefdramaturg am Salzburger Landestheater. Dort realisierte er u. a. die Erstaufführungen von Narziss und Echo von Jay Schwartz und Die Passion des Jonathan Wade von Carlisle Floyd. Von 2011 bis 2014 war er Chefdramaturg am Badischen Staatstheater Karlsruhe, wo er eine Spielplanlinie „Politische Oper“ einführte: Wallenberg von Erkki-Sven Tüür, die von dem schwedischen Diplomaten Raoul Wallenberg erzählt, der während der NS-Zeit in Ungarn 100 000 Juden vor der Deportation rettete, Die Passagierin von Mieczysław Weinberg, die in Auschwitz spielt, Doctor Atomic von John Adams über den Vater der Atombombe, die Uraufführung Wahnfried von Avner Dorman über Bayreuth als Hort des Rassismus und Antisemitismus. Als künstlerischer Leiter der Internationalen Händel-Festspiele Karlsruhe stellte er der Aufführung von Händels Oratorium Der Sieg von Zeit und Wahrheit Gerald Barrys Der Sieg von Schönheit und Täuschung gegenüber als Antwort eines zeitgenössischen Komponisten auf Händels Oratorium.
Lehraufträge erhielt er an der Johann Wolfgang Goethe-Universität Frankfurt im Fach Politikwissenschaft, an der Freien Universität Berlin im Fach Theaterwissenschaft, an der Uni Heidelberg im Fach Musikwissenschaft, sowie am Mozarteum und der Universität Salzburg und am Zentrum für Angewandte Kulturwissenschaft (ZAK) des Karlsruher Institut für Technologie (KIT).
Ab Mai 2023 war Bernd Feuchtner als Intendant der Händel-Festspiele Halle tätig.
Feuchtner starb im Februar 2025 im Alter von 75 Jahren in seiner Wohnung in Berlin-Kreuzberg.